# 토탈 워
《토탈 워》(Total War)는 크리에이티브 어셈블리에서 개발된 실시간 전략 컴퓨터 게임 시리즈이다.
센고쿠 시대의 일본이나 중세의 유럽 등 역사적 시간과 장소를 배경으로, 여러 세력의 전쟁을 다룬다. 최소 수백에서 많게는 만 단위에 이르는 대규모의 인원의 전투를 사실적으로 표현하는 것이 특징이다.
하나의 부대는 수십에서 수백의 병사로 이루어지는데 이것이 컨트롤 가능한 하나의 유닛이다. 즉 모든 유닛은 부대 단위로 움직이며, 이것은 유저로 하여금 중세나 고대 전투의 지휘관이 된 듯한 느낌을 받게 한다.
토탈워 시리즈는 사실성에 중점을 두었기에 팬들 중에는 역사적 고증을 중시하는 유저가 많다. 그러나 게임인 이상 역사 그대로를 재현할 수는 없으며, 이에 불만을 가진 유저들에 의해 많은 모드가 개발되었다.
미디블: 토탈워,토탈 워:워해머,토탈 워:워해머 2 정식발매된 적이 없다. 그럼에도 다음에 6만 네이버에 10만 규모의 팬카페가 있는 등, 한국에서도 어느 정도의 인기가 있다.

## 시리즈 타이틀과 발매일
- 2000년 6월 쇼군: 토탈 워
- 2001년 9월 쇼군: 토탈 워 - 몽골 인베이전
- 2002년 8월 미디블: 토탈 워
- 2003년 5월 미디블: 토탈 워 - 바이킹 인베이전
- 2004년 9월 로마: 토탈 워
- 2005년 9월 로마: 토탈 워 - 바바리안 인베이전
- 2006년 6월 로마: 토탈 워 - 알렉산더
- 2006년 11월 미디블 II: 토탈 워
- 2007년 4월 미디블 II: 토탈 워 - 킹덤즈
- 2009년 3월 엠파이어: 토탈 워[1]
- 2010년 2월 나폴레옹: 토탈 워
- 2011년 3월 토탈 워: 쇼군 2
- 2012년 3월 토탈 워: 쇼군 2: 사무라이의 몰락
- 2013년 9월 토탈 워: 로마 II
- 2015년 2월 토탈 워: 아틸라
- 2016년 5월 토탈 워: 워해머
- 2017년 9월 토탈 워: 워해머 2
- 2019년 5월 토탈 워: 삼국

미디블 시리즈는 중세 시대를 배경으로 한다. 킹덤즈의 경우 크루세이드 모드는 십자군 시대(제3차 십자군 몇년 전에서 시작한다), 튜토닉 모드, 브리타니아 모드, 아메리카즈 모드(유럽인들이 신대륙을 정복하기 시작한 때가 배경이다)가 있다. 로마 시리즈는 로마 시대를, 쇼군 시리즈는 일본 센고쿠 시대를, 엠파이어 토탈워는 제국주의 시대를 나타냈으며 나폴레옹 토탈워는 나폴레옹 전쟁 시기를 배경으로 하였다.